# (11878) Hanamiyama
(11878) Hanamiyama es un asteroide perteneciente al cinturón de asteroides descubierto el 18 de abril de 1990 por Tsutomu Seki desde el Observatorio de Geisei, Geisei, Japón.

## Designación y nombre
Designado provisionalmente como 1990 HJ. Fue nombrado por la montaña Hanamiyama en la ciudad de Fukushima es famosa por la producción de plantas con flores. En primavera, la montaña está completamente cubierta de coloridas flores de cerezos, melocotones y campanillas doradas que atraen a un gran número de turistas. El nombre fue sugerido por H. Ohno.

## Características orbitales
Hanamiyama está situado a una distancia media del Sol de 2,393 ua, pudiendo alejarse hasta 2,742 ua y acercarse hasta 2,044 ua. Su excentricidad es 0,146 y la inclinación orbital 3,904 grados. Emplea 1351,96 días en completar una órbita alrededor del Sol.

## Características físicas
La magnitud absoluta de Hanamiyama es 14,34. Tiene 3,460 km de diámetro y su albedo se estima en 0,371. 